# Ansteel
Ansteel ou Anshan Iron and Steel Group Corporation est une entreprise sidérurgique chinoise. Cette entreprise est sous le contrôle de la SASAC, agence publique chinoise chargée de superviser les entreprises d'État.
Le siège d'administration de l'entreprise est situé dans la ville d'Anshan, dans la province du Liaoning. En 2016, la société se classait au 7e rang mondial en termes de volume de production.

## Historique
Le groupe initialement nommé « Anshan Iron & Steel Works » et Aciéries Shōwa a été fondé en 1916 par l'occupant japonais. En 1948, les provinces du nord de la Chine étant revenues sous administration chinoise, les deux sites ont été regroupés au sein du « Anshan Iron and Steel Company ».
Les usines ont été modernisées avec l'aide technique de conseillers soviétiques au sein du premier plan quinquennal de la république populaire de Chine.
En 2005, un plan de fusion avec l'entreprise Benxi Iron and Steel a été annoncé mais n'a pas été réalisé.
En 2010, Panzhihua Iron and Steel, située dans la province du Sichuan, est incorporée au sein d'Ansteel.
En août 2021, Ansteel annonce prendre une participation de 51 % dans Ben Gang Group, anciennement Benxi Steel Group, entreprise sidérurgique plus petite également basée dans le  Liaoning.

## Spécialités
La société est spécialisée dans la production de métaux et produits de haute qualité, performance et résistance et propose des produits de placage par galvanoplastie, des surfaces colorées et des produits laminés plats en aciers au silicium pour l'automobile, l'industrie de fabrication d'ordinateurs et les équipements de télécommunication.